# Тупуа Тамасесе Леалофи IV
Тупуа Тамасесе Леалофи IV (самоан. Tupua Tamasese Meaʻole} 8 мая 1922, Апиа — 9 июля 1983, Matautu) — государственный и политический деятель Самоа, бывший глава государства (О ле Ао О ле Мало) Самоа. Премьер-министр Западного Самоа с 1970 по 1973 год и с 1975 по 1976 год.
Сын Тупуа Тамасесе Леалофи III (1901—1929) и Алайсалы.
В феврале 1970 года Леалофи, выходец из одной из королевских семей Самоа, впервые сменил Матаафу Мулинуу II на посту премьер-министра Самоа. В марте 1973 года его предшественник сменил Леалофи на посту премьер-министра Самоа.
После смерти Матаафа Мулинуу II 20 мая 1975 года Леалофи снова занял кресло премьер-министра. Работал в этой должности до 24 марта 1976 года, уступив кресло премьер-министра двоюродному брату Туиатуа Тупуа Тамасесе Эфи.
С 1965 года и до смерти носил почётный титул «Великий Рома».
Умер на о. Уполу Западное Самоа.